# Isosaari (ö i Finland, Södra Karelen)
Isosaari är en ö i Finland. Den ligger i sjön Herajärvi och i kommunen Luumäki i den ekonomiska regionen  Villmanstrands ekonomiska region  och landskapet Södra Karelen, i den södra delen av landet, 160 km nordost om huvudstaden Helsingfors. Öns area är 16,3 hektar och dess största längd är 0,7 kilometer i sydväst-nordöstlig riktning.